# Green River (Utah)
Green River és una població dels Estats Units a l'estat de Utah. Segons el cens del 2000 tenia 973 habitants.

## Demografia
Segons el cens del 2000, Green River tenia 973 habitants, 329 habitatges, i 238 famílies. La densitat de població era de 30 habitants per km².
Dels 329 habitatges en un 41,9% hi vivien nens de menys de 18 anys, en un 56,2% hi vivien parelles casades, en un 12,8% dones solteres, i en un 27,4% no eren unitats familiars. En el 24% dels habitatges hi vivien persones soles l'11,9% de les quals corresponia a persones de 65 anys o més que vivien soles. El nombre mitjà de persones vivint en cada habitatge era de 2,96 i el nombre mitjà de persones que vivien en cada família era de 3,48.
Per edats la població es repartia de la següent manera: un 35,7% tenia menys de 18 anys, un 9,8% entre 18 i 24, un 26,2% entre 25 i 44, un 17,2% de 45 a 60 i un 11,2% 65 anys o més.
L'edat mediana era de 29 anys. Per cada 100 dones de 18 o més anys hi havia 93,2 homes.
La renda mediana per habitatge era de 28.000 $ i la renda mediana per família de 31.667 $. Els homes tenien una renda mediana de 28.417 $ mentre que les dones 16.477 $. La renda per capita de la població era d'11.326 $. Entorn del 12,5% de les famílies i el 15,6% de la població estaven per davall del llindar de pobresa.

## Poblacions més properes
El següent diagrama mostra les poblacions més properes.